# Combretum pentagonum
Combretum pentagonum är en tvåhjärtbladig växtart som beskrevs av Lasss.. Combretum pentagonum ingår i släktet Combretum och familjen Combretaceae. Inga underarter finns listade i Catalogue of Life.